# 第226步兵師 (德國國防軍)
第226步兵師（德語：226. Infanterie-Division）是納粹德國國防軍陸軍的一個步兵師。該師於1944年6月組建。
該師組建後，於1944年8月調至西線，此後一直在當地作戰。
該師最後於1945年5月向盟軍投降。

## 註腳
1. ↑  Mitcham（2007年）